# Hubert Sumlin
Hubert Sumlin (ur. 16 listopada 1931, zm. 4 grudnia 2011) – amerykański wokalista i gitarzysta bluesowy, najlepiej znany z gry w zespole Howlin’ Wolfa, w 2003 sklasyfikowany na 65. miejscu listy 100 najlepszych gitarzystów wszech czasów magazynu Rolling Stone. Do wzorowania się na nim przyznały się takie sławy jak Eric Clapton, Keith Richards, Stevie Ray Vaughan, Jimmy Page i Jimi Hendrix.

## Kariera
Sumlin urodził się w Greenwood w stanie Missisipi, ale dorastał w Hughes, Arkansas. Swoją pierwszą gitarę otrzymał w wieku 8 lat. W 1954 roku (miał wtedy 23 lata) poznał Howlin’ Wolfa, który zaprosił go do swojego zespołu, początkowo jako drugiego gitarzystę, obok Jody’ego Williamsa. Rok później Williams zrezygnował, a Hubert Sumlin stał się pierwszym gitarzystą chicagowskiej grupy. Pozostał w niej aż do śmierci Wolfa w 1976 roku. Od tamtego czasu uczestniczył w wielu sesjach nagraniowych (m.in. jako "the Wolf Pack"), nagrał kilka albumów solowych.

## Dyskografia
- Hubert's "American" Blues! (1969)
- Kings of Chicago Blues, Vol. 2 (1971)
- My Guitar & Me (1975)
- Groove (1976)
- Gamblin Woman (1980)
- Hubert Sumlin's Blues Party (1987)
- Heart & Soul (1989)
- Healing Feeling (1990)
- Blues Anytime! 	(1994)
- Blues Guitar Boss (1994)
- I Know You (1998)
- Chicago Blues Session, Vol. 22 (1998)
- Wake Up Call (1998)
- About Them Shoes (2004)
- Blues Guitar Boss (2005)